# Claude Emmanuel Eta-Onka
Claude Emmanuel Eta-Onka, né le 23 mars 1946 à Akana et mort le 25 décembre 2024 à Brazzaville,, est un militaire, homme politique, écrivain, joueur de basket-ball et de handball congolais (RC).

## Biographie

### Carrière militaire et politique
Claude Emmanuel Eta-Onka étudie à l'École militaire préparatoire Général-Leclerc de Brazzaville de 1959 à 1963 (promotion Mourzouk). Il poursuit ses études à l'École spéciale militaire de Saint-Cyr de 1970 à 1972 (promotion Général de Gaulle). Il est officier général de brigade et obtient le brevet de l'enseignement militaire supérieur français (BMES). 
Commandant de l'École militaire préparatoire des cadets de la révolution de 1977 à 1979, il est chef d'état-major général des Forces armées congolaises de 1993 à 1995. Il entre ensuite dans la politique, devenant ministre de la Jeunesse et des sports chargé de l'instruction civique de 1995 à 1996 et secrétaire général à la Défense nationale près le Premier ministre de 1996 à 1997.

### Carrière sportive
Joueur de l'équipe du Congo de basket-ball de 1963 à 1968 et de l'équipe du Congo de handball de 1966 à 1981, Claude Emmanuel Eta-Onka est médaillé de bronze du tournoi de basket-ball des Jeux africains de 1965 à Brazzaville.
Il est président de la Fédération congolaise de handball de 1992 à 1996.

### Carrière littéraire
Claude Emmanuel Eta-Onka est poète, nouvelliste, essayiste et romancier. Il préside notamment la Fédération des gens de lettres du Congo-Brazzaville.